# Józef Joachim Goldtman

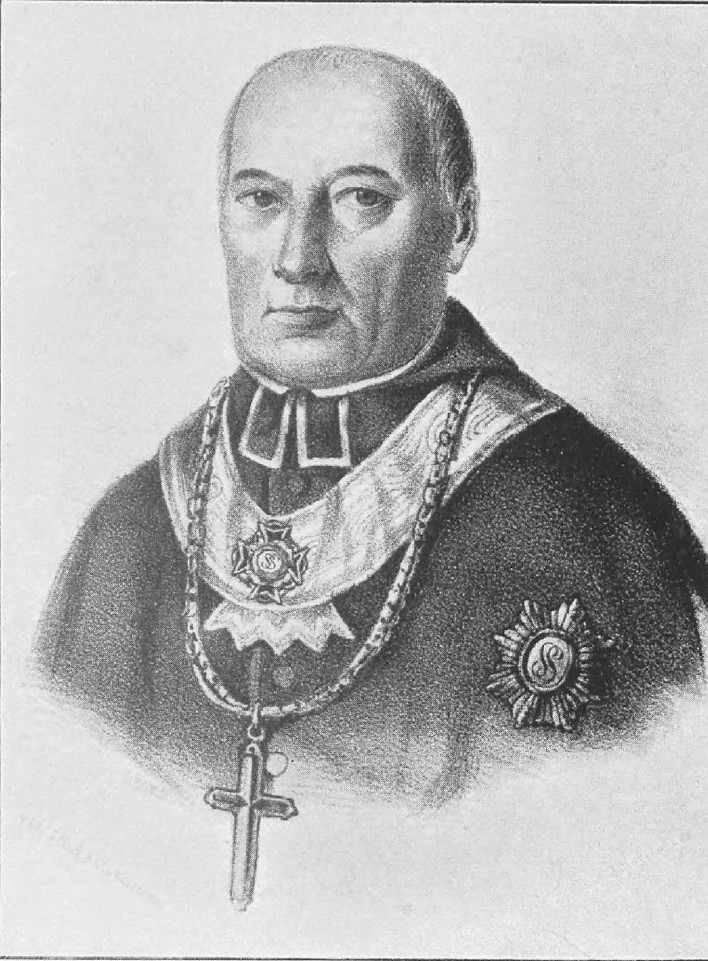
Bischof Goldtman

Józef Joachim Goldtman (* 21. März 1782 in Neustadt in Westpreußen; † 27. März 1852 in Sandomierz) war Bischof von Sandomierz.

## Leben
Am 22. Juni 1806 zum Priester geweiht, wurde er am 17. September 1838 zum  Weihbischof im Bistum Kujawien-Kalisz und gleichzeitig zum Titularbischof von Karystos bestellt. Konsekriert wurde er am 18. November 1838. Am 25. Januar 1844 wurde er zum Bischof von Sandomierz bestellt.
Seine letzte Ruhestätte fand er in der Krypta der Kathedrale von Sandomierz.